# Logan Huntzberger
Logan Huntzberger es un personaje de la serie de televisión Gilmore Girls, interpretado por el actor estadounidense Matt Czuchry. Nuevamente aparece en la última temporada del 2016, Gilmore Girls.

## Información del personaje
Logan Huntzberger es el hijo de Mitchum y Shira Huntzberger, interpretado por (Gregg Henry y Leann Hunley). Nació en 1982. Él es heredero de Huntzberger Publishing Company, un reconocido periódico nacional. Un poco mujeriego, Logan toma poco interés en las cosas que realmente tiene que hacer, a menos que implique de alguna manera el alcohol, mujeres o salir con sus amigos.
Él actualmente está saliendo con Rory Gilmore, después de una ruptura prolongada. Con esta ruptura él parece haberse tranquilizado. Sin embargo él sigue muy activo en "La Brigada de la Vida y la Muerte", una sociedad secreta.

## Historia del personaje en la serie
Logan apareció en el comienzo de la quinta temporada como parte de un grupo de chicos ricos que no hacen nada y solo le interesan las fiestas. El amigo de Rory, Marty, había servido en una de esas fiestas como camarero, pero cuando los amigos de Logan vieron a Marty en los pasillos de Yale ni lo reconocieron. Rory se escandalizó por eso. Sin embargo, Rory más adelante se da cuenta de que Logan tiene un ingenio rápido y está más informado que los otros. En el transcurso de la temporada, Logan está como personal del periódico, aunque solo está ahí para complacer a su padre.
La relación de Logan y Rory empieza cuando Rory sospecha que Logan pertenece a una "Brigada de la Vida y la Muerte".
Ella sospecha esto porque encontró información sobre que el abuelo de Logan había pertenecido a esta sociedad secreta. Entonces presumió que el papá de Logan también había sido de la Brigada así que Logan también podría pertenecer. Ella decide investigar esto para que sea un reportaje para el Yale Daily News. Ella le dijo la información que tenía a Logan y él al principio dijo que no sabía de qué hablaba, pero eventualmente, Logan lleva a Rory a una de estas reuniones, donde Rory queda entusiasmada sobre lo que hacen en estas reuniones.
Mientras pasaban los días Rory se daba cuenta de que sentía algo por Logan.
Cuando se celebra la boda del 40 aniversario de matrimonio de los abuelos de Rory, Logan y su familia van a la celebración, por ser amigos de los abuelos de Rory. Ahí es cuando Rory le pregunta a Logan si no le va a invitar nunca a salir, porque él hacía como si le gustara un poco. Él le dice que lo ha pensado pero que ella es inteligente, hermosa y muy interesante, definitivamente el prototipo de novia, pero él no puede ser un novio y solamente tendría con ella una relación casual. Rory acepta que tengan este tipo de relación.
Pasaron algunas semanas y Rory le dijo a Logan que no podía seguir teniendo una relación casual y que sería mejor que volvieran a ser solamente amigos. Logan le dijo que no quería y entonces serían novios. Pero ese mismo día fueron a cenar a casa de la familia de Logan y la velada no fue muy buena, porque la familia de él pensó que Rory no estaba lo suficientemente preparada para tener una relación con Logan. Él dijo que era ridículo y los dos se marcharon.
Mitchum Huntzberger por sentirse mal por lo que dijo su familia de Rory, le ofrece un puesto de trabajo en un periódico de él. Después de varias semanas, Mitchum le dijo a Rory que ella no tiene lo que necesita un periodista. Rory deprimida por esto convence a Logan de robar un yate con ella. Este acto hace que ella termine en la cárcel, y que su madre Lorelai tenga que ir a buscarla. Después de que Rory le confiese por qué robó el yate, Lorelai se convence de que Logan no es buen chico para Rory y le anima para que termine la relación. Esto convence a Rory para que se mude con sus abuelos y deje Yale. Después Rory decide regresar a Yale, continúa con sus estudios hasta graduarse, en la fiesta de graduación que organizaron sus abuelos, Logan le pide matrimonio a Rory a lo que Rory le dice que no y terminan y es el fin de la relación. Para en el revivir de la serie ser amantes cuando Logan está comprometido con Odette y luego Rory está embarazada de un bebe que lo más probable es que sea de Logan

## Sexta temporada
En la 6.ª temporada Rory se divide entre el trabajo de servicio comunitario (como castigo por robar el yate) y su relación con Logan. Su relación va muy bien hasta el día en el que vuelve Jess, el exnovio de Rory. Con esta sorpresa Rory decide ir a cenar con él y Logan, pero durante ésta, Logan no muestra respeto alguno por Jess lo que provoca que este último se marche ofendido. Por supuesto, a Rory no le parece la reacción de Logan, por lo que terminan en una discusión. Por esto Rory decide volver a Yale, y reconciliarse con su mamá, Lorelai, asumiendo que ella y Logan se estaban solo tomando un tiempo. Pero poco después, Rory se entera por una llamada recibida de Honor, la hermana de Logan, que no estaba en lo correcto, ya que, al parecer, Logan le anunció a su familia que se había terminado su relación con Rory a pesar de todo.
Por eso, Rory que volvía a Yale a terminar su carrera de periodismo, se tuvo que mudar junto con Paris y el novio de esta, Doyle, a una zona un tanto peligrosa cerca del campus.
Tiempo después, Logan se da cuenta de que no puede estar sin Rory, y por esto, quiere tratar de recuperarla obsequiándole flores, frutas, libros y hasta un carrito de café (dada la fuerte adicción a esta sustancia de esta última). Pero Rory no puede dejar de pensar en el daño que Logan le ha causado.
Por esto Logan, viendo que se le agotaban las posibilidades de regresar con Rory, decide ir hablar con Lorelai. Después de una larga conversación, Lorelai se da cuenta del amor que realmente siente Logan por Rory, así que decide escribirle una carta a su hija, diciéndole que en verdad Logan la ama.
Junto con esa pequeña ayuda, Logan decide acercarse a Rory ayudándole a salvar el Daily News del desastre que causa Paris, la editora, que ocasiona que el personal del periódico comience a protestar contra sus continuas ofensas y regaños, para que así, el periódico no termine de redactarse y que la imprenta no lo tenga a manos a tiempo, y no poder imprimir los periódicos. Logan, además de ayudar a Rory con unos artículos que necesitaban transcribirse, usó sus encantos, y presumió de su apellido (puesto que su papá, Mitchum Huntzberger, es editor de uno de los periódicos más importantes en el país) para hacer que la imprenta les dé tiempo de terminar, causando excelentes resultados.
Después de esto Rory lo perdona, porque lo ama, y se muda con él, después de que Paris la echase del departamento en donde vivían, puesto que, debido a los problemas que ocasionó Paris, y la ayuda de Rory para salvar el Daily News, eligieron a esta última como la nueva redactora jefe.
Todo marchaba de maravilla, hasta el día de la boda de Honor (hermana de Logan), en donde Rory se entera por las mismas damas de honor, de que Logan se había acostado con algunas de ellas durante, lo que para Rory era, un "receso". Rory, enfurecida y decepcionada, vuelve al departamento de Paris, pero casi inmediatamente Logan decide ir a buscarla a decirle que eso ocurrió durante su supuesta "ruptura" y que siempre le fue completamente fiel durante el tiempo en el que han estado juntos.
Rory, no totalmente convencida, vuelve al departamento de Logan. Pero este, a causa del comportamiento de Rory, sabe bien que ella sigue incómoda por lo que pasó durante su ruptura y que todavía no lo ha perdonado. Por eso se va a Costa Rica, a realizar una de sus tantas travesuras con "La Brigada de la Vida y la Muerte", en donde sufre un accidente. Saltando de un paracaídas, éste no pudo abrirse por lo que, en la caída, Logan sufre un problema en un pulmón, varias fracturas en las costillas y algunas lesiones extensas.
Al oír esto, Rory se dirige rápidamente a Nueva York, en donde Logan se encontraba hospitalizado. Rory, que antes de esto se encontraba un poco molesta hacia él todavía, se olvida de todo y se enfoca en cuidarlo.
Después de la graduación de Logan, Rory recibe la noticia de que la "vida arreglada" de Logan ha comenzado. Mitchum Huntzberger ha obligado a Logan a ir a Londres durante un año para empezar a conocer a las personas que trabajan en el mundo de la edición.
Rory piensa que este es algún truco de Mitchum para separarlos, pero en un encuentro entre ella y Mitchum, él le afirma que sabe muy bien que está mandando a Logan a Londres contra su voluntad, pero que su intención no es separarlos, sino que piensa que es hora de que su hijo tenga un trabajo estable para que comience a madurar y al mismo tiempo alejarlo de una vez por todas de "La Brigada de la Vida y la Muerte", ya que, Logan es el heredero de la empresa familiar.
Rory, viendo los puntos buenos de esta decisión, deja ir a Logan, pero antes le prepara una fiesta de despedida y graduación fascinante donde Logan y Rory aprovechan los últimos momentos juntos antes de la partida de Logan.

## Séptima temporada
En la séptima temporada Logan está en Londres y en el primer capítulo de la temporada, llamado "The Long Morrow", él como regalo de su partida le dejó a Rory un cohete. Ella al principio pensó que significaba que él quería "espacio" pero después de una dura búsqueda descubrió que era el cohete de una serie llamada The Twilight Zone y que un día ellos estaban viendo el capítulo favorito de Logan "The Long Morrow", que trataba de que un hombre se va al espacio durante 40 años dejando en la Tierra a la mujer que amaba. Cuando él vuelve, él seguiría joven pero ella estaría vieja, así podrían morir juntos. Logan cuando vio este capítulo dijo "Eso es amor verdadero"... Con esto Rory se entusiasma y llama Logan inmediatamente, y él le dice que ya tiene los boletos para que vaya a visitarlo en invierno. 
Durante un episodio Logan y Rory pelean por un artículo que ella escribe ofendiendo a sus compañeros de trabajo y le dice que ella vive en un apartamento rentado. Al final de la serie Logan le pide matrimonio a Rory en la cena de su grado organizada por sus abuelos y le pide que se mude con ella a San Francisco. Ella se muestra confundida y no le da una respuesta en el momento. El día de su graduación Rory decide que es muy pronto, y necesita abordar todas las posibilidades para su futuro por lo cual decide devolverle el anillo de compromiso a Logan. 
- Datos: Q10751367